# Gottlob Barth (Politiker)
Gottlob Barth (* 15. August 1884 in Renchen; † 10. Mai 1958 in Sinsheim) war ein deutscher Verwaltungsbeamter, Landrat und Bürgermeister.

## Leben
Barth besuchte die Gewerbeschule in Sinsheim und legte 1909 die Meisterprüfung als Schreiner ab. Anschließend arbeitete er als selbstständiger Schreinermeister. 1937 wurde er Generalagent der Frankfurter Allianz Lebensversicherungs-AG. Nach dem Krieg leitete er 1945 die Nebenstelle des Arbeitsamts Heidelberg in Sinsheim. 1946 war Barth Mitglied des Kreistags in Sinsheim. Vom 1. bis zum 31. März 1946 war er kommissarischer Landrat des Landkreises Sinsheim. Anschließend wurde er 1946 durch den Gemeinderat zum Bürgermeister von Sinsheim gewählt. 1948 erfolgte seine Wiederwahl durch Volkswahl. Er blieb Bürgermeister von Sinsheim bis 1954. 